# Petra (film)
Petra è un film del 2018 diretto da Jaime Rosales.